# Алибекский водопад
Алибе́кский водопа́д — один из самых больших и эффектных водопадов в Домбае, в западной (верхней) части Алибекского ущелья на юге Карачаево-Черкесии (Россия). Также имеет название Алибе́к. Высота водопада составляет более 25 метров. Водопад образуется падением речки Джаловчатки с Алибекского ледника; камни, с которых падает вода, называют «бараньими лбами».
Алибекский водопад появился в XX веке. Ещё в 1930-е годы водопада не было, а скальчатый уступ был накрыт языком Алибекского ледника, который каждый год отступает вверх на метр-полтора.
Популярный объект пешеходного туризма. Находится на территории Тебердинского заповедника. Ближайшие населённые пункты: альплагерь Алибек (1,6 км по тропе), посёлок Домбай (6,5 км по дороге).

## Галерея

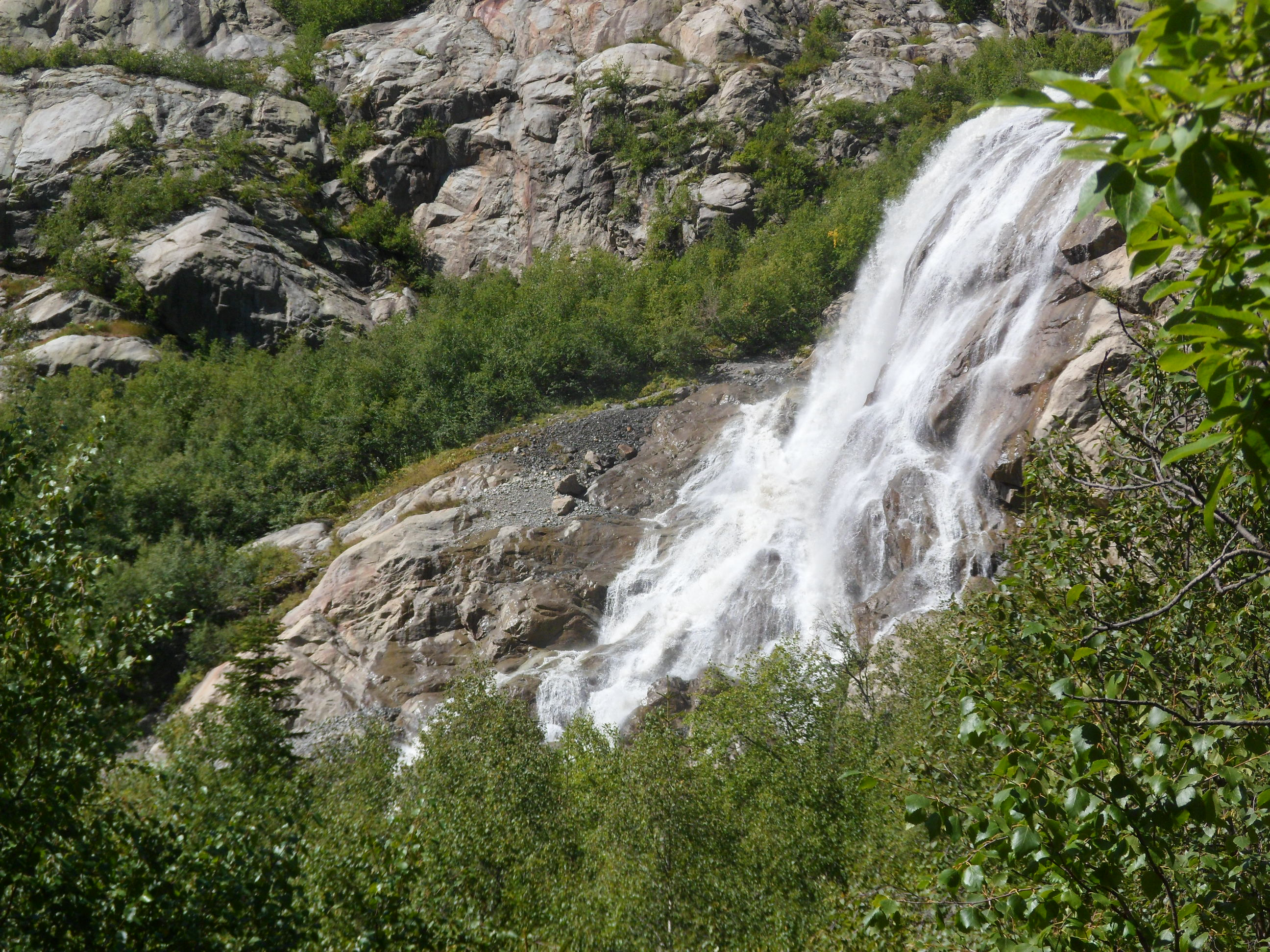
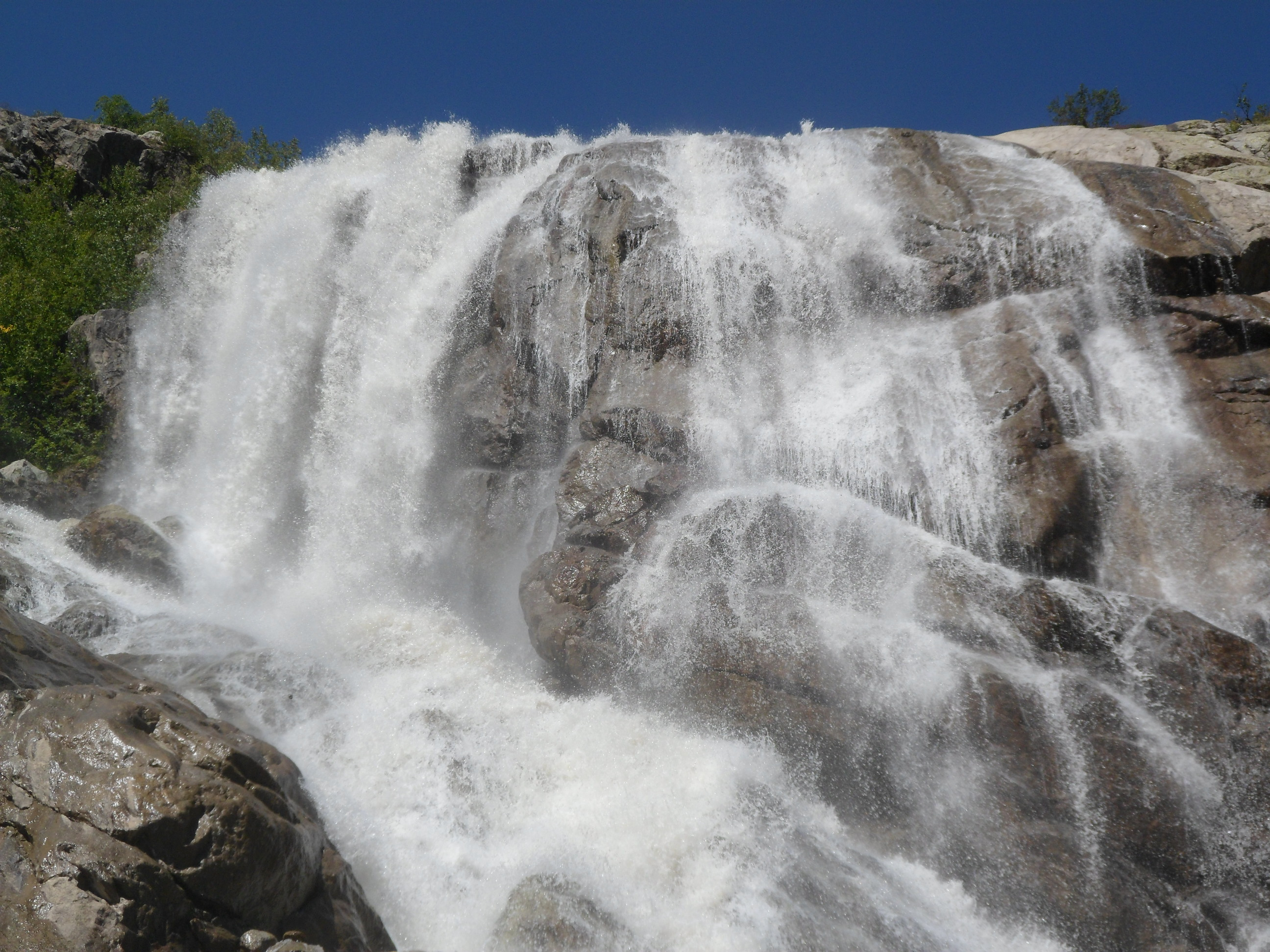
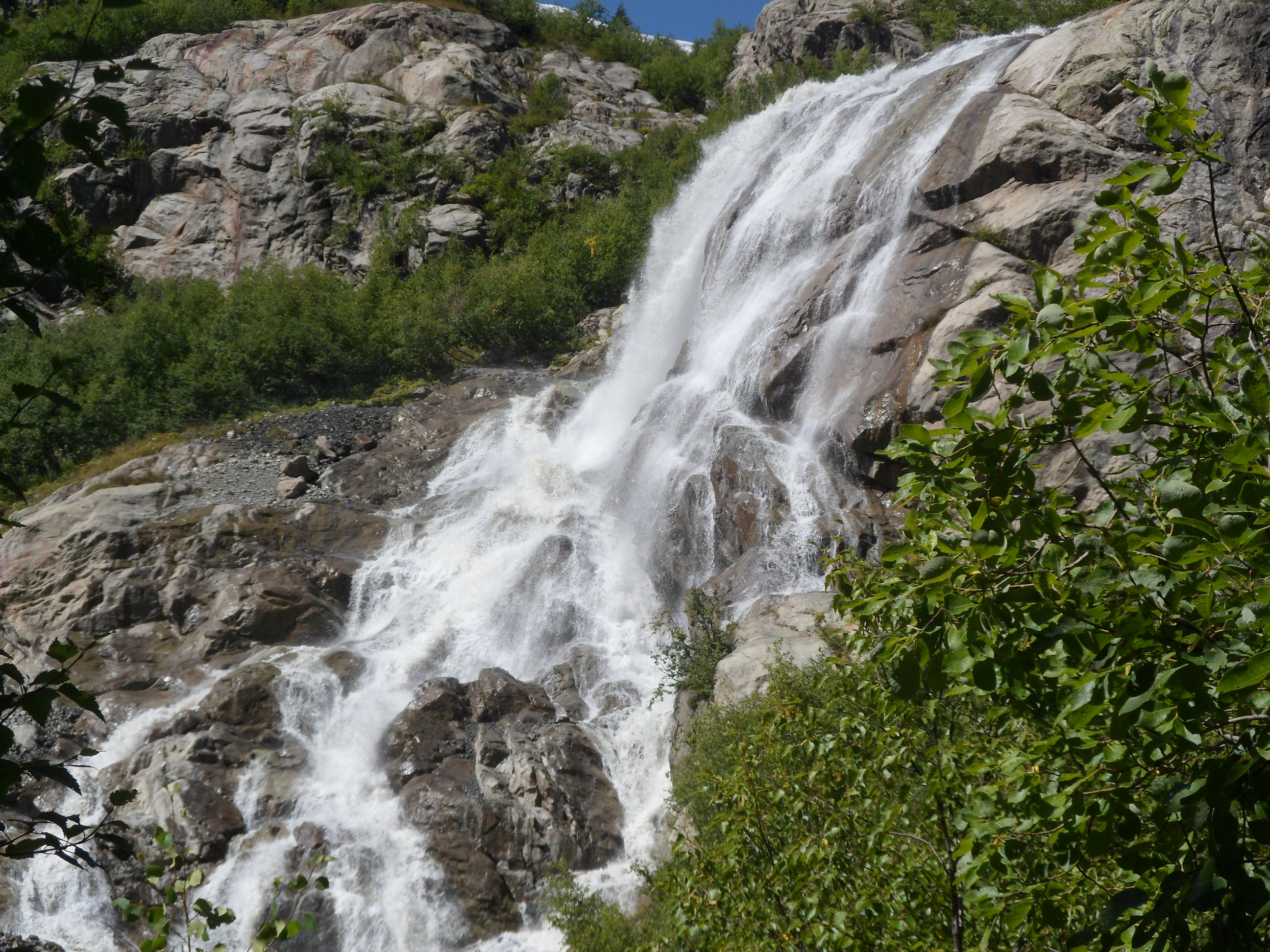
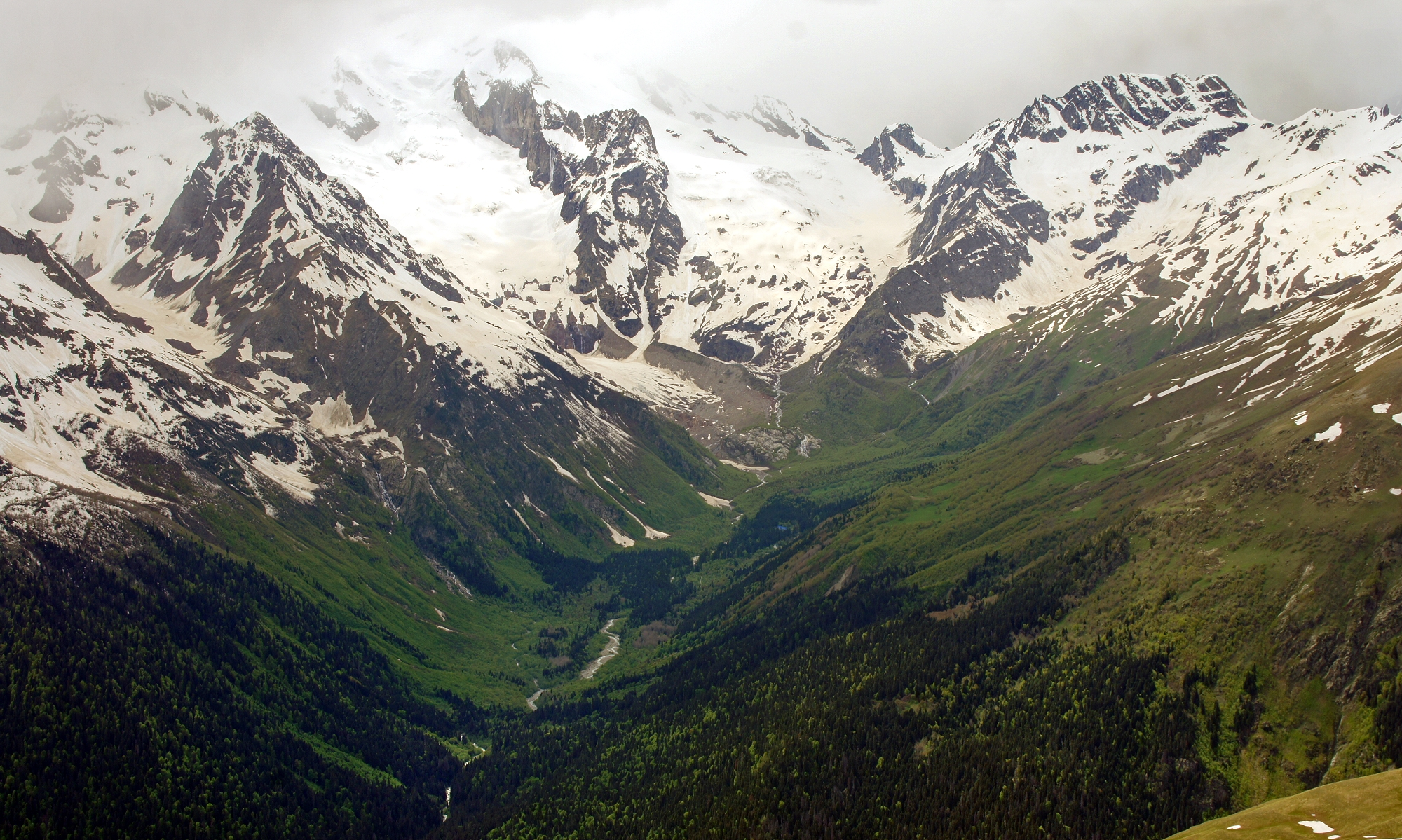
Общий вид долины реки Алибек